# Ернст Рітшель

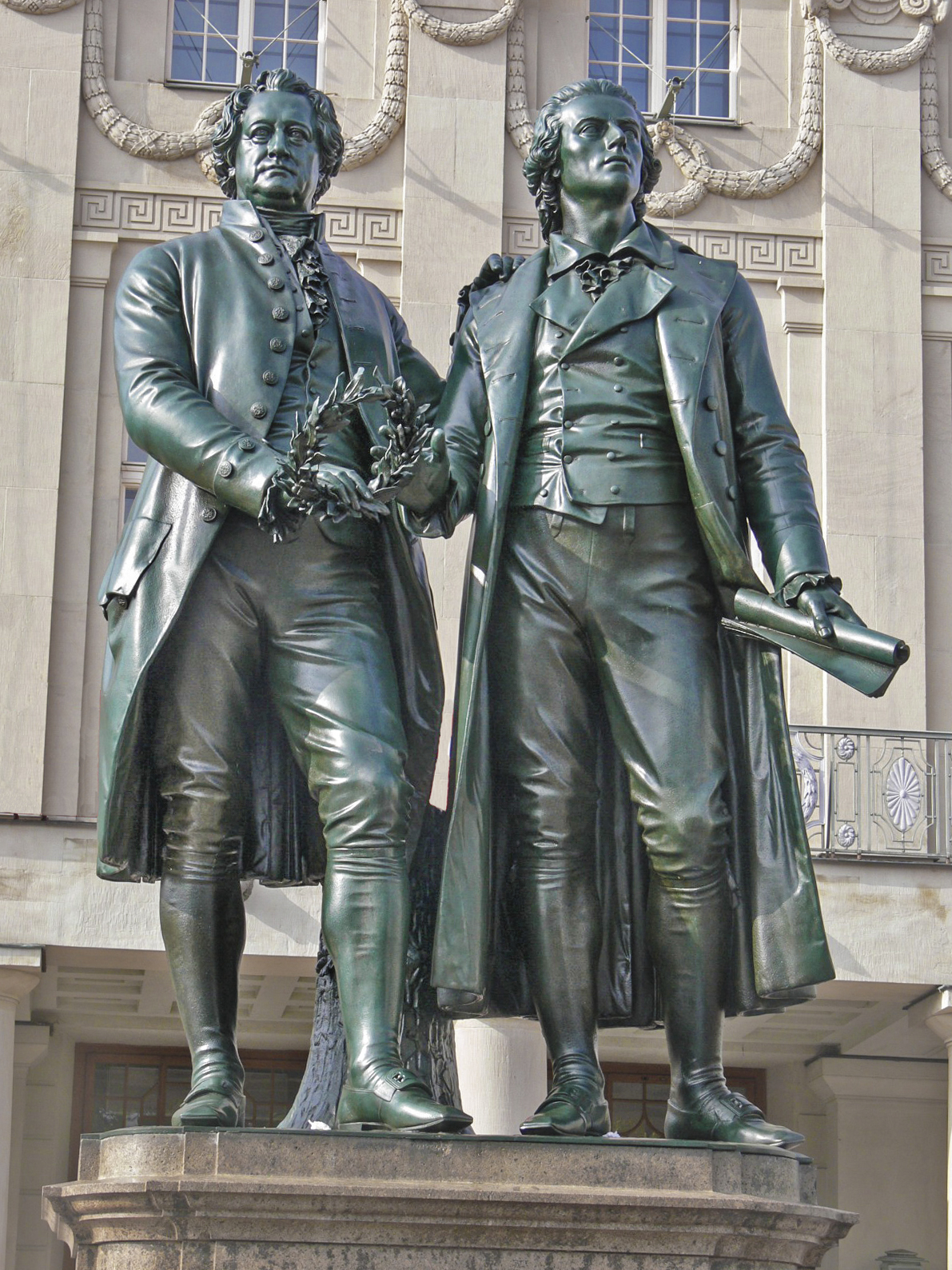
Пам'яток Гёте #і Шиллеру перед Міським театром у Веймаре

Ернст Фрідріх Август Рітшель (нім. Ernst Friedrich August Rietschel; 15 грудня 1804, Пульсниц — 21 лютого 1861, Дрезден) — німецький скульптор, один з найбільших представників класицизму. Створені ним пам'ятники Гете і Шиллера перед будівлею Міського театру у Веймарі, як і пам'ятник Лессінгу в Брауншвейгу, є всесвітньо відомими творами мистецтва, що уособлюють творчий геній Німеччини.

## Життя і творчість
Не закінчивши торговельну освіту, Е. Рітшель в 1820 році вступає в Дрезденську академію мистецтв; навчався у Франца Петриха. У 1826 році він переїжджає в Берлін, де продовжує навчання в майстерні Християна Даніеля Рауха. У 1828 році Рітшель бере участь у Нюрнберзі, від імені своєї майстерні в закладці пам'ятника, присвяченого пам'яті А. Дюрера. На зворотному шляху скульптор відвідує Гете у Веймарі. Повторно він відвідує великого поета, разом з Х. Раухом, в 1829 році.
У 1832 році Ернст Рітшель одружується на Альбертіні Траутшольд, і в тому ж році він стає професором скульптури у дрезденській Академії мистецтв, де серед його відомих учнів був Роберт Дорер. Працюючи спільно з архітектором, творцем дрезденської Земперопери Готфрідом Земпером, Ернст Рітшель прикрашає багато дрезденських будівель своїми скульптурами. У 1836 році його обирають членом берлінської та віденській Академіях мистецтв. У наступні роки скульптор виконує такі значні роботи, як пам'ятник Лессингу у Брауншвейзі (1854), що приносить йому славу одного з найбільших скульпторів-монументалістів свого часу.
Перша дружина Ернста Ритшеля померла в 1835 році, незабаром після народження другої доньки (також незабаром померла). У 1836 році скульптор одружується вдруге, з Шарлоттою Карус, яка народила сина. Однак і друга дружина померла — в 1837 році. У травні 1841 року Рітшель одружується втретє — з Марією Ханде, яка прожила з ним 7 років, перш ніж померла в 1848 році. Марія народила двох синів і дочку (рано померлу). У квітні 1851 року Рітшель одружується вчетверте з Фредерикою Опперман, яка народила дочку.
Взимку 1851-1852 років скульптор здійснює подорож до Італії і Сицилії. У 1855 році він демонструє на художній виставці в Парижі свою скульптуру Лессінга. У тому ж році Рітшель нагороджується Почесною медаллю і стає офіцером ордена Почесного легіону. У 1856 році обирається почесним членом стокгольмської Академії мистецтв. У 1857 році Рітшель відвідує в Берліні свого вчителя Х. Д. Рауха. У тому ж році, 4 вересня, був відкритий знаменитий нині пам'ятник Гете і Шіллера у Веймарі. У 1858-1859 роках він отримує замовлення на зведення пам'ятника Реформації у Вормсі.
Е. Рітшель був також почесним членом Академій мистецтв Парижа, Риму, Антверпена, Копенгагена і Брюсселя. Значна частина його скульптурних робіт — після смерті майстра, з 1889 року — зберігається в дрезденському Зборах скульптури у палаці Альбертінум.

## Галерея

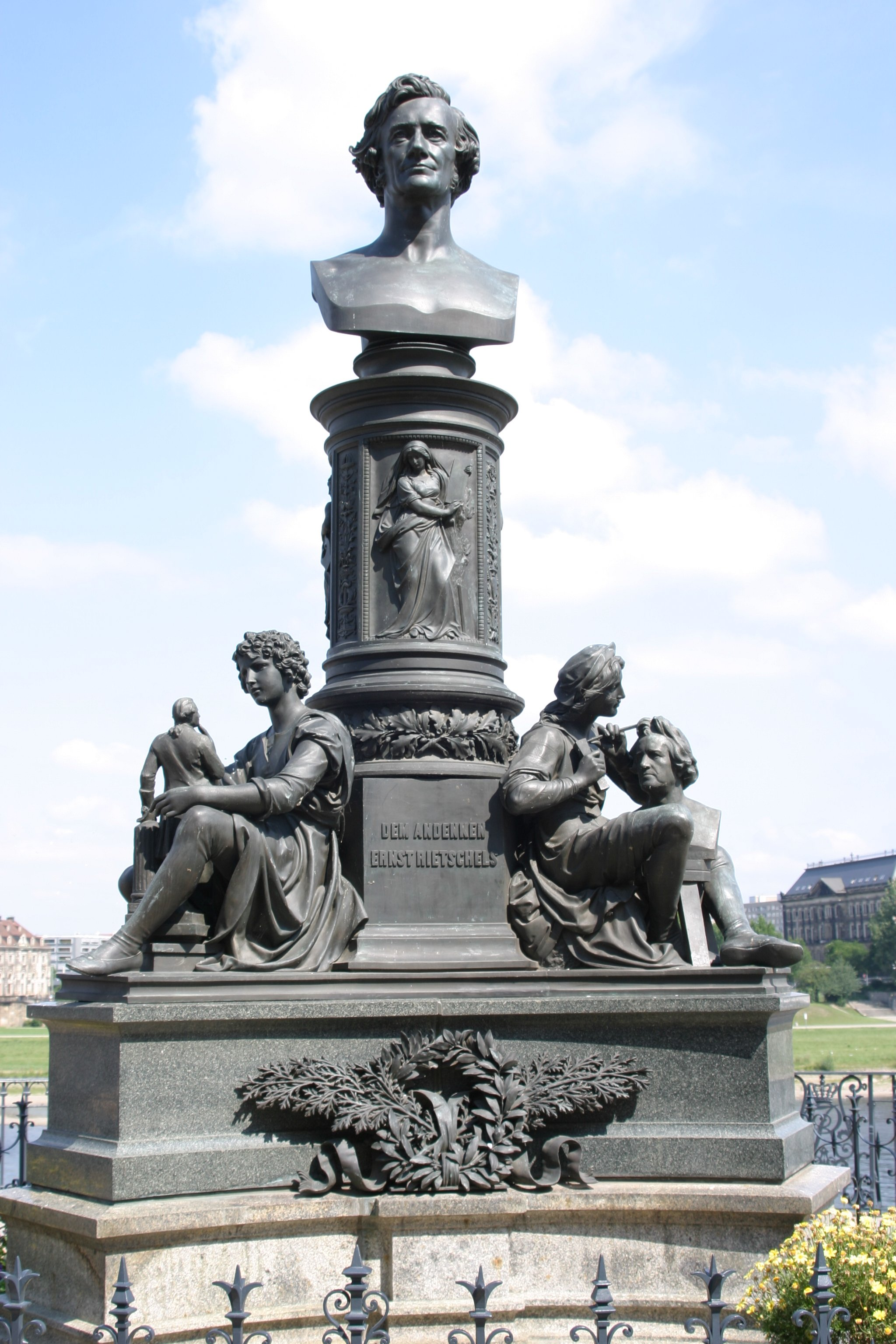
Йоганнес Шилінг Пам'ятник скульптора Ернста Ритшелю в Дрездені
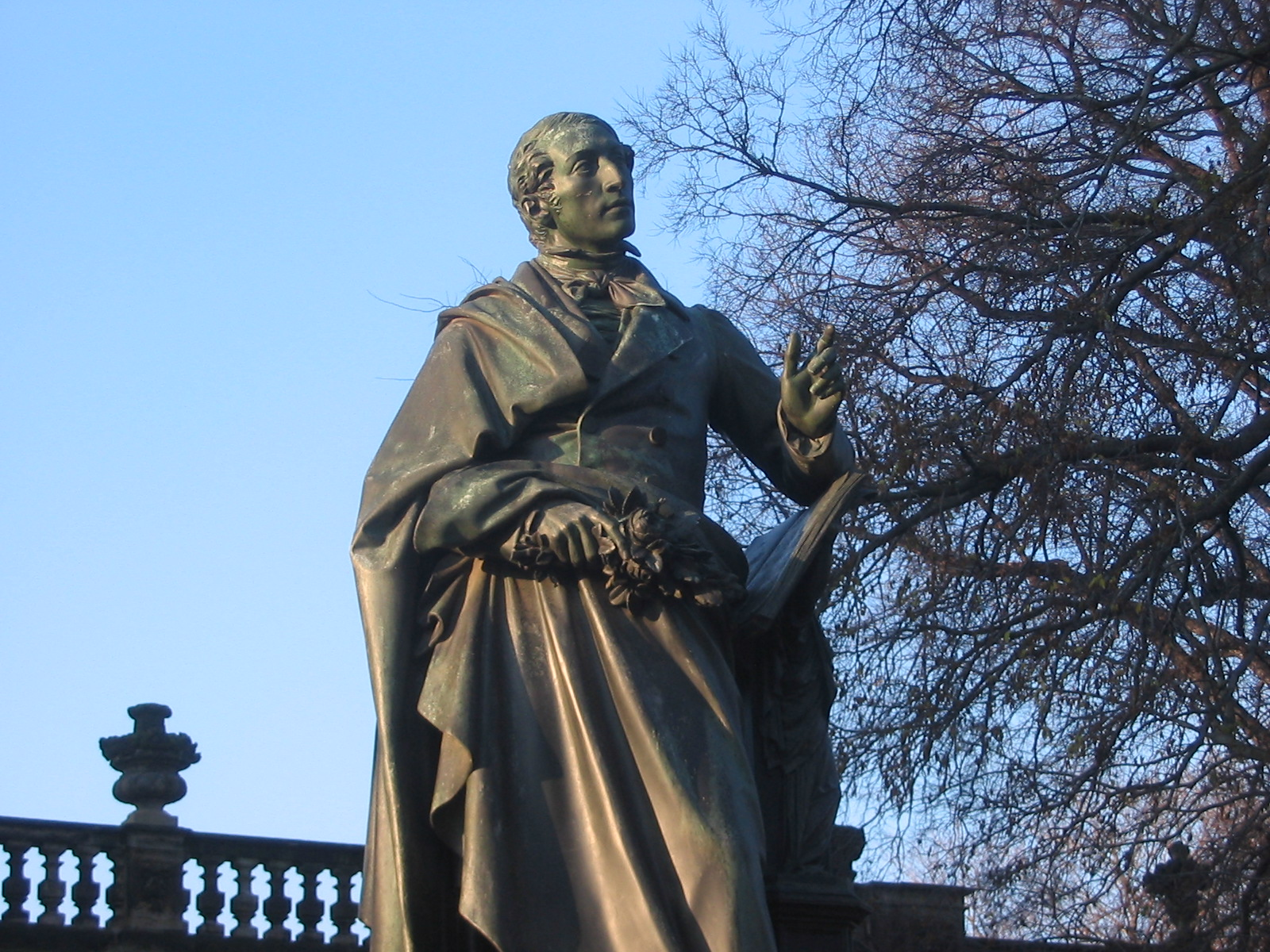
Пам'ятник композитору Карлу Марії Веберу (1855-1860), Дрезден
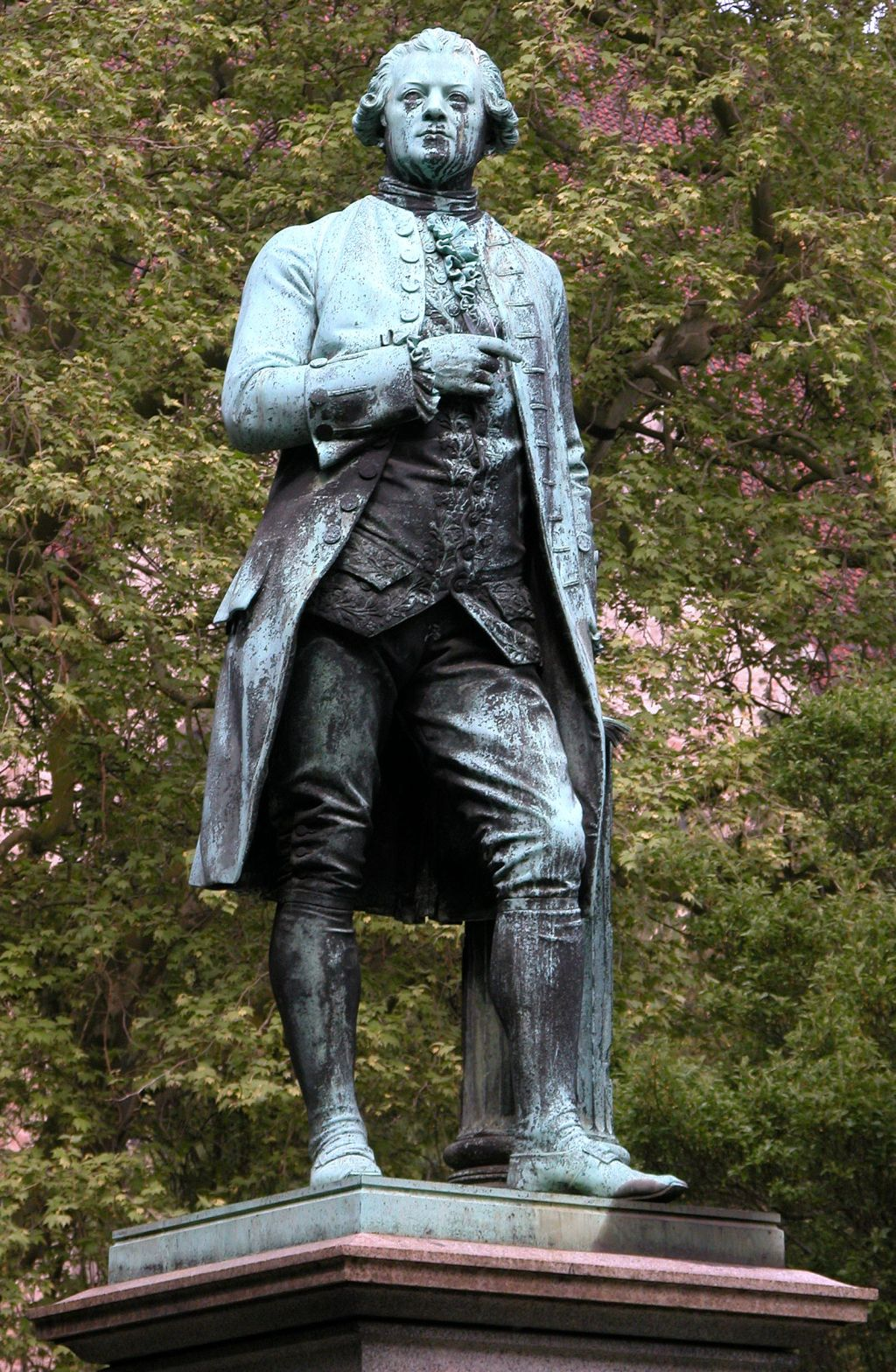
Пам'ятник Готфрід Еммануїлу Лессингу, Брауншвейг
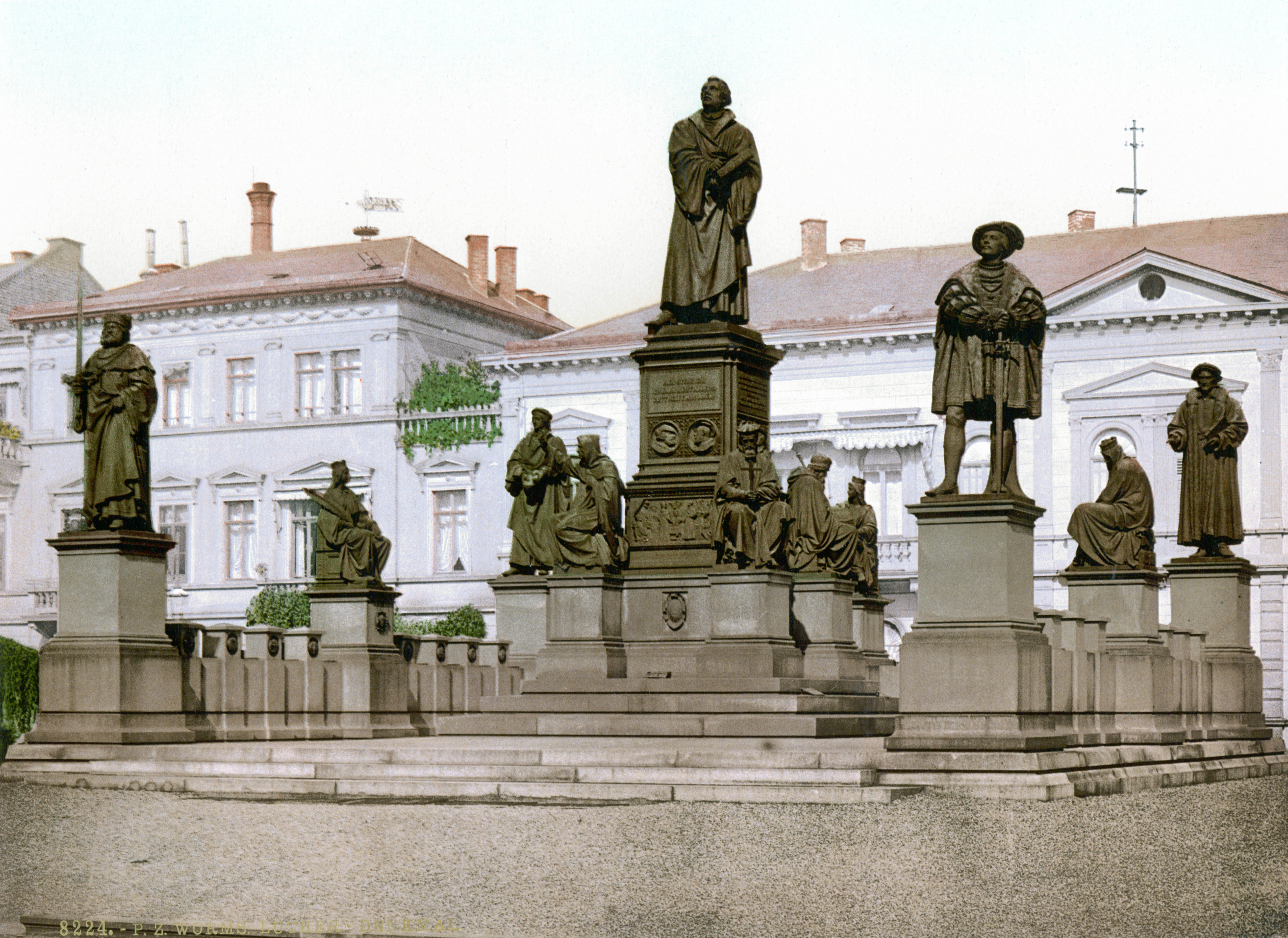
Меморіал Мартіна Лютера (Вормс)
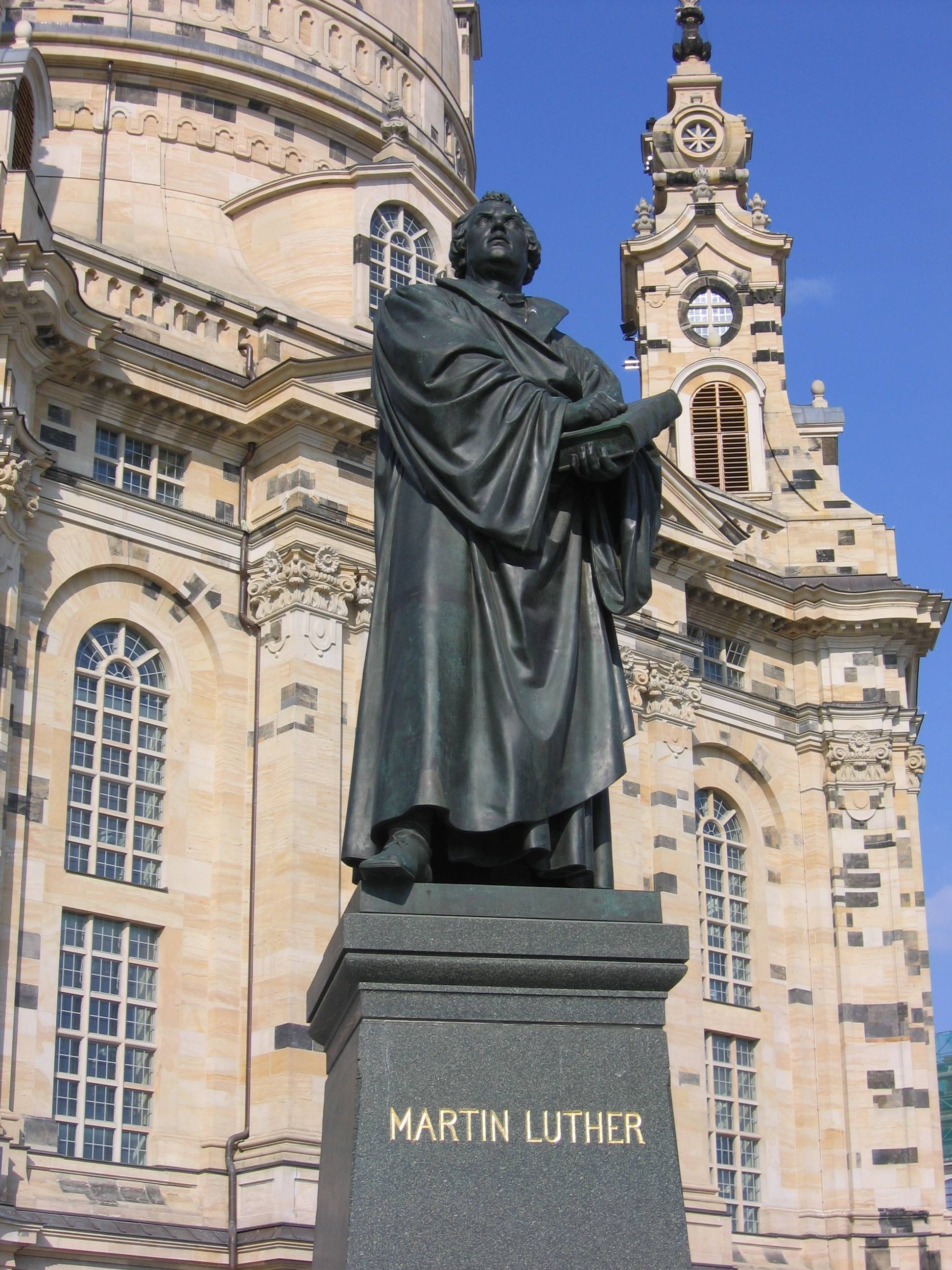
Пам'ятник Мартіну Лютеру у Фрауенкірхе, Дрезден